# 下麓汤帝庙
下麓汤帝庙，位于山西省晋城市泽州县川底乡下麓村。

## 保护
2013年1月，下麓汤帝庙公布为第三批晋城市文物保护单位，编号3-49。
2021年8月4日，下麓汤帝庙公布为第六批山西省文物保护单位，古建筑类，年代为元、明、清，编号6-193。